# Sekisei-Lagune

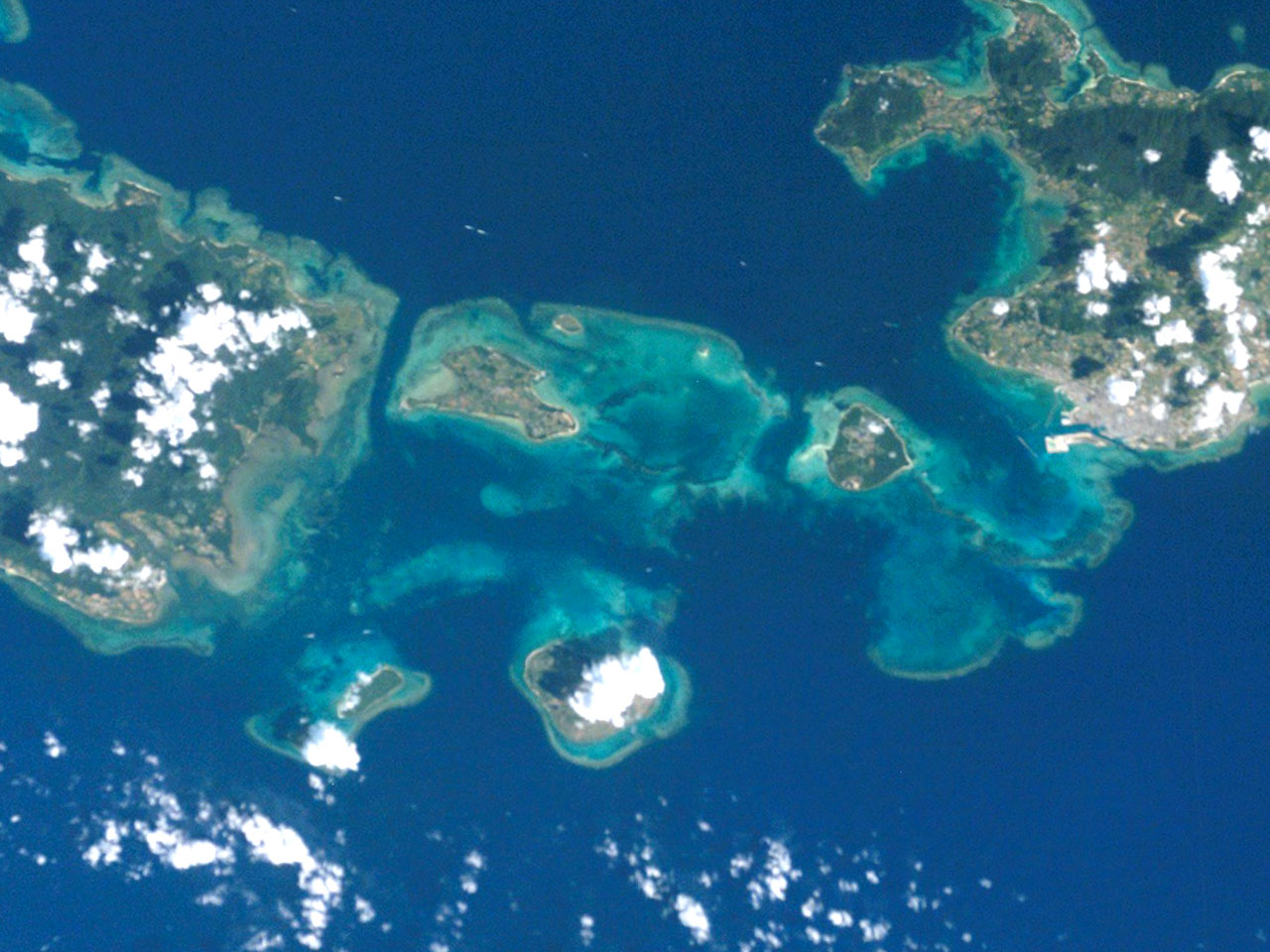
Luftbild der Sekisei-Lagune mit der Insel Iriomote-jima im Westen und Ishigaki-jima im Osten (August 2002)

Die Sekisei-Lagune (jap. 石西礁湖 Sekisei-shōku) liegt in der Yaeyama-Gruppe der japanischen Ryūkyū-Inseln. Sie ist mit einer Fläche von ca. 400 km² das größte Korallenriff Japans und Teil des 1972 ausgewiesenen Iriomote-Ishigaki-Nationalparks. 1977 wurden vier Bereiche (Takidongchi, Shimobishi, Kanguchi und Maibishi) als Meeresschutzgebiete ausgewiesen.

## Geographie
Das Korallenriff liegt zwischen den beiden Yaeyama-Inseln Iriomote-jima (西表島) im Westen und Ishigaki-jima (石垣島) im Osten an der Grenze des Ostchinesischen Meeres und der Philippinensee. Der Name der Lagune setzt sich aus den ersten Kanji "石" und "西" der beiden Inseln zusammen. Einige weitere kleinere Inseln liegen innerhalb der Lagune darunter Kuroshima, Kohama-jima, Taketomi-jima und Aragusuku-jima.

## Ökologie
Das Korallenriff hat eine Artenvielfalt, die mit über 360 verifizierten Korallenarten sogar mit dem Great Barrier Reef (ca. 360 Stein- und 80 Weichkorallenarten) vergleichbar ist. Die Korallen sind ein wichtiger Lebensraum für zahlreiche Fischarten, die sie als Schutz und Brutplatz nutzen, darunter die Falschen Clownfische (Amphiprion ocellaris), die in Symbiose mit Seeanemonen leben. Unter den größeren Tierarten finden sich beispielsweise Riesenmantas (Manta birostris) und Riffmantas (Mobula alfredi). Erstere werden von der IUCN als stark gefährdet (Endangered) eingestuft und letztere als gefährdet (Vulnerable).

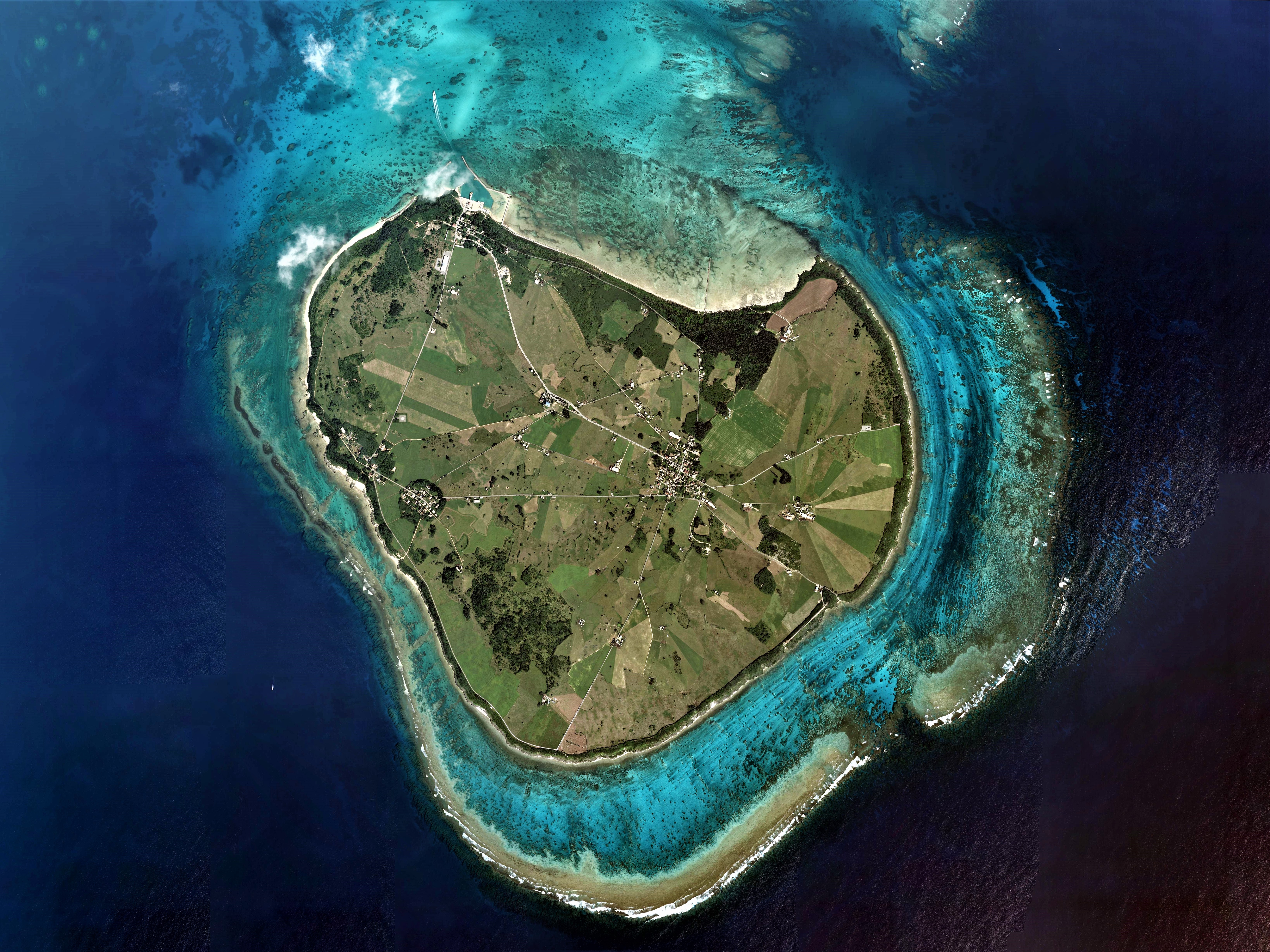
Korallen um Kuroshima (2009)
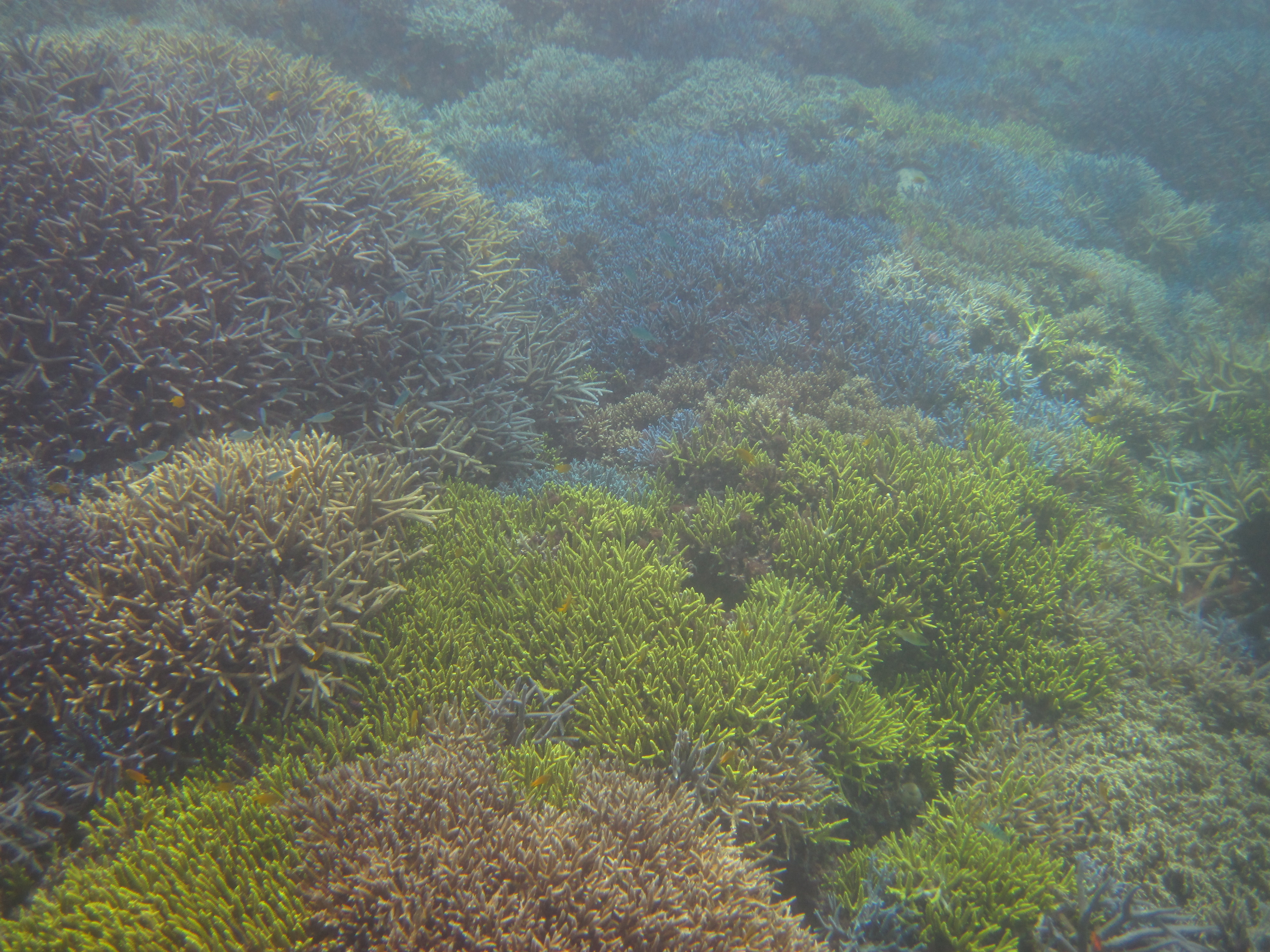
Korallen vor Kuro-shima (April 2010)
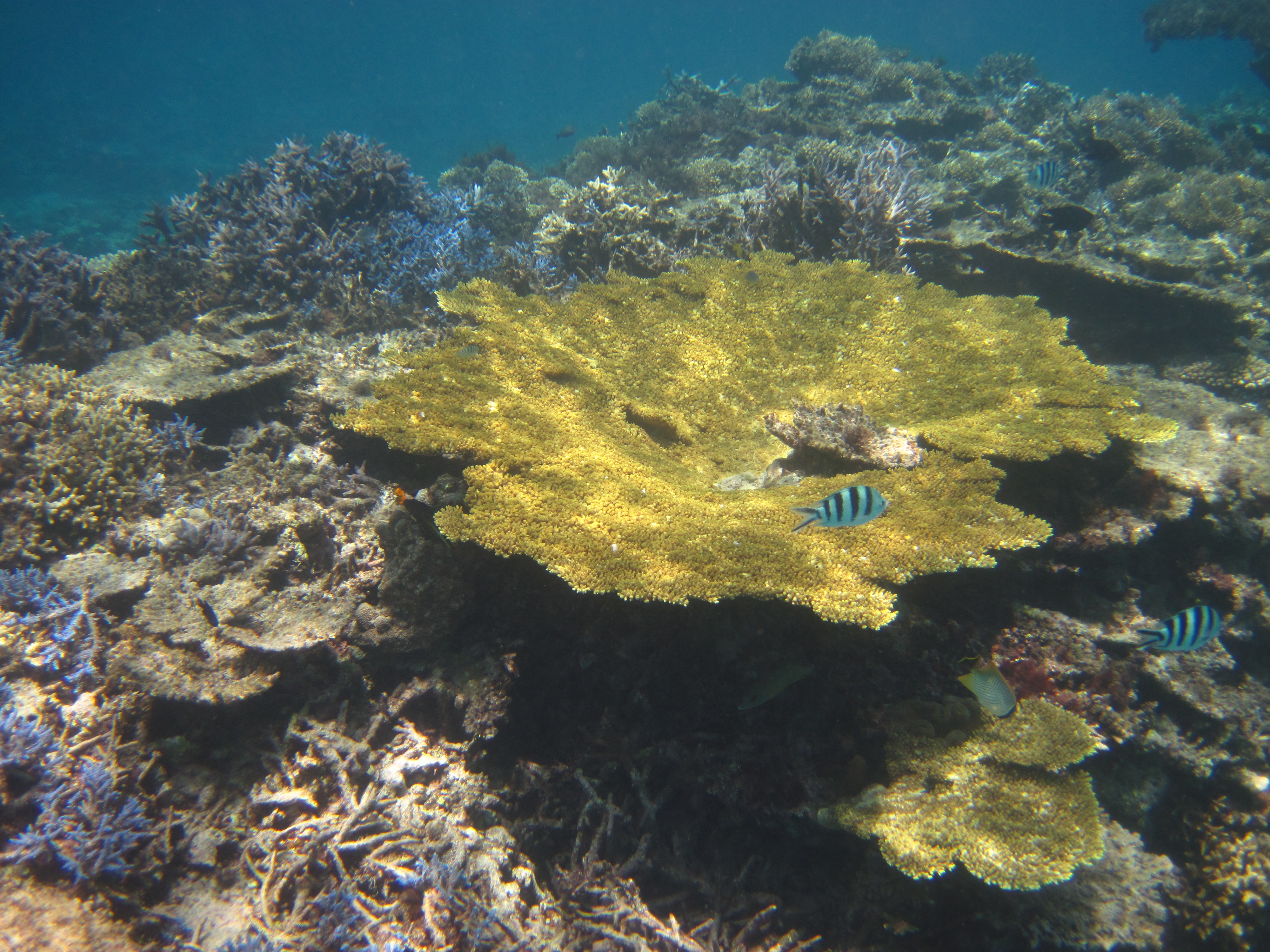
Korallen vor Kuro-shima (April 2010)
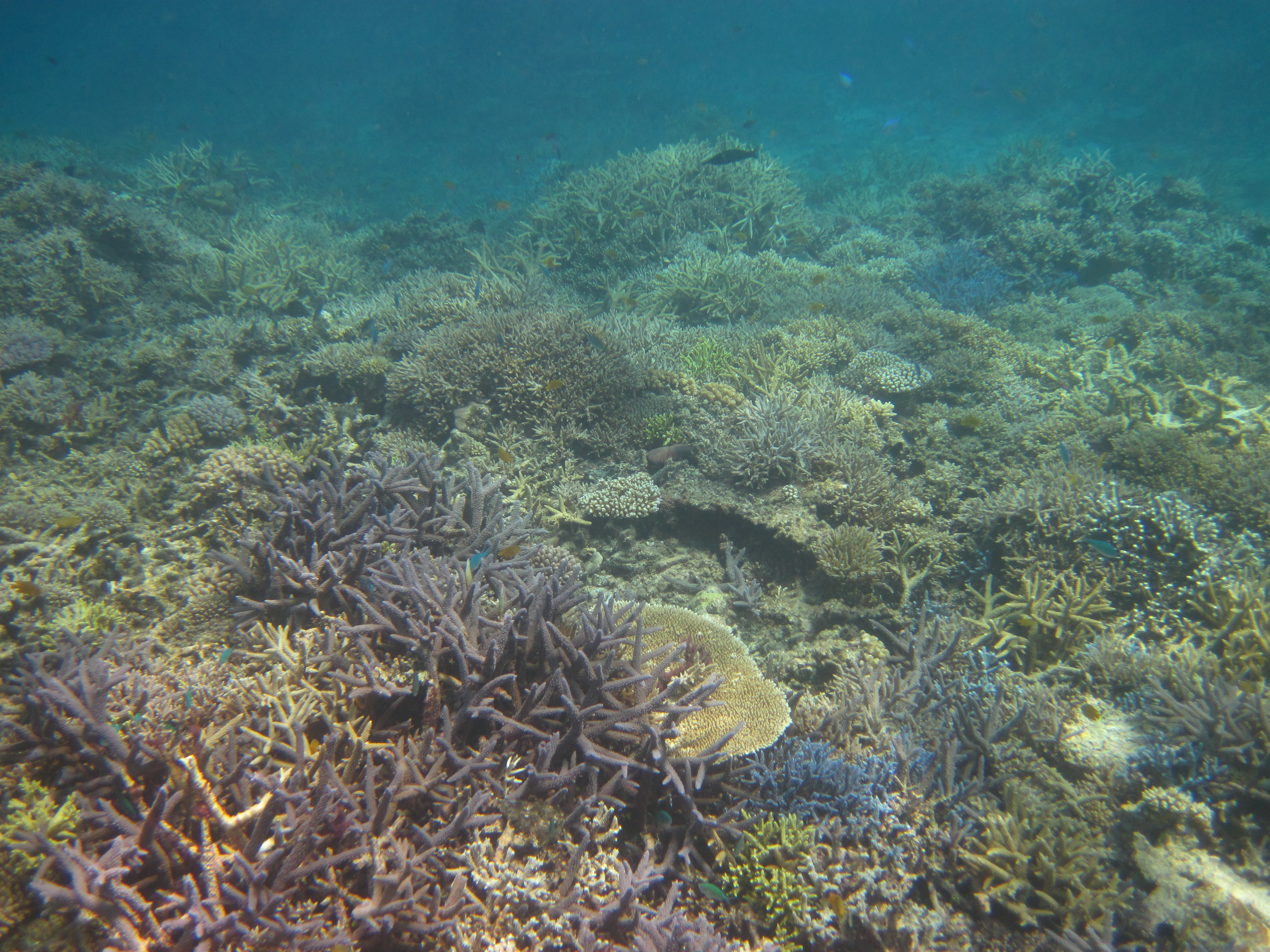
Korallen vor Kuro-shima (April 2010)
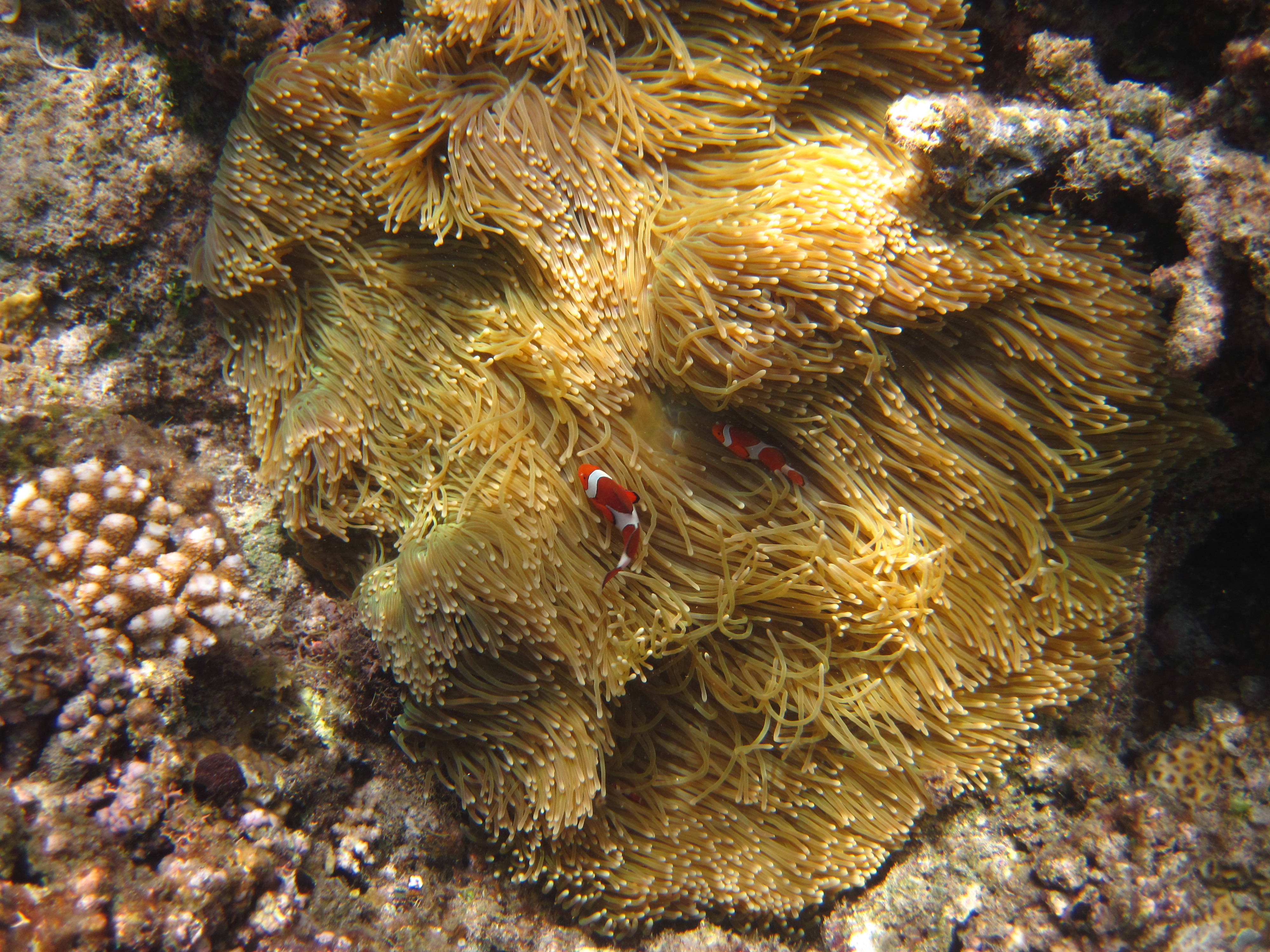
Clownfische und Seeanemone vor Kuro-shima (April 2010)

Eine Bedrohung für das Riff stellt der Steinkorallen fressende Dornenkronenseestern (Acanthaster planci) dar.
Zudem ist die Sekisei-Lagune aufgrund der menschengemachten globalen Erwärmung und den daraus resultierenden steigenden Wassertemperaturen auch bereits stark durch Korallenbleiche zerstört worden. Insgesamt sind laut einer Untersuchung des Japanischen Umweltministeriums aus dem Jahr 2017 ca. 70 Prozent der Korallen in der Sekiseishoku-Lagune vom Ausbleichen betroffen. Als Gegenmaßnahme werden künstliche zur Ansiedlung von Fischen dienende Gerüste an einigen Stellen der Lagune installiert und der Dornenkronenseestern aktiv bekämpft.
|                                 | 1998 | 1999 | 2000 | 2001 | 2002 | 2003 | 2004 | 2005 | 2006 | 2007 | 2008 | 2009 | 2010 | 2011 | 2012 | 2013 | 2014 | 2015 | 2016 |
| ------------------------------- | ---- | ---- | ---- | ---- | ---- | ---- | ---- | ---- | ---- | ---- | ---- | ---- | ---- | ---- | ---- | ---- | ---- | ---- | ---- |
| Bleichungs-Temperaturindex      | 25,2 | 0,9  | 0,3  | 10,8 | 0,5  | 16,6 | 0,5  | 1,5  | 4,7  | 22,1 | 5,2  | 7,7  | 13,8 | 4,4  | 2,8  | 14,5 | 21,8 | 15,1 | 36   |
| Tage mit Temperaturen über 30°C | 45   | 9    | 5    | 34   | 5    | 35   | 4    | 12   | 13   | 40   | 20   | 28   | 40   | 28   | 11   | 40   | 56   | 33   | 65   |
| Juli UV-Index                   | –    | –    | –    | –    | –    | –    | –    | 9,3  | 9,5  | 10,4 | 9,6  | 10,3 | 9,3  | 10,3 | 10,1 | 9,6  | 10,1 | 9,5  | 10,3 |

## Tourismus und Fischerei
Vor der Korallenbleiche wurden die Tourismuseinnahmen durch Taucher auf 41,44 Milliarden Yen (ca. 320.000 €) und durch Fischereien und Aquariumsfischproduktionen auf 15,03 Milliarden Yen (ca. 116.000 €) pro Jahr geschätzt.